# Понте, Родольфо да
Родо́льфо Альфре́до да По́нте (исп. Rodolfo Alfredo da Ponte; 26 ноября 1938, Асунсьон, Парагвай — 6 апреля 2021) — парагвайский фехтовальщик, участник летних Олимпийских игр 1968 года в Мехико. Первый представитель Парагвая в истории Олимпийских игр.

## Спортивная биография
В 1968 году Парагвай впервые принял участие в летних Олимпийских играх. На Играх единственным представителем страны стал фехтовальщик Родольфо да Понте. Парагвайский спортсмен выступил в турнире рапиристов. В первом раунде да Понте провёл пять поединков и во всех потерпел поражения с общей разницей 11:25.
В 2021 году да Понте заболел COVID-19 и был госпитализирован с пневмонией. 6 апреля умер от остановки сердца.

## Личная жизнь
- Сын — Энцо да Понте — фехтовальщик, участник летних Олимпийских игр 1992 года в Барселоне.